# Linalylprimverosid
Linalylprimverosid ist ein natürlich vorkommendes Glycosid aus β-D-Primverose mit dem Aglycon Linalool.

## Vorkommen
Linalylprimverosid ist neben Benzylprimverosid, Phenethylprimverosid, Geranylprimverosid und (Z)-3-Hexenolprimverosid Bestandteil des Aromas von Tee. Daneben kommt es auch in Pomelo, Cynchanum hancockianum und dem Mate-Strauch vor.

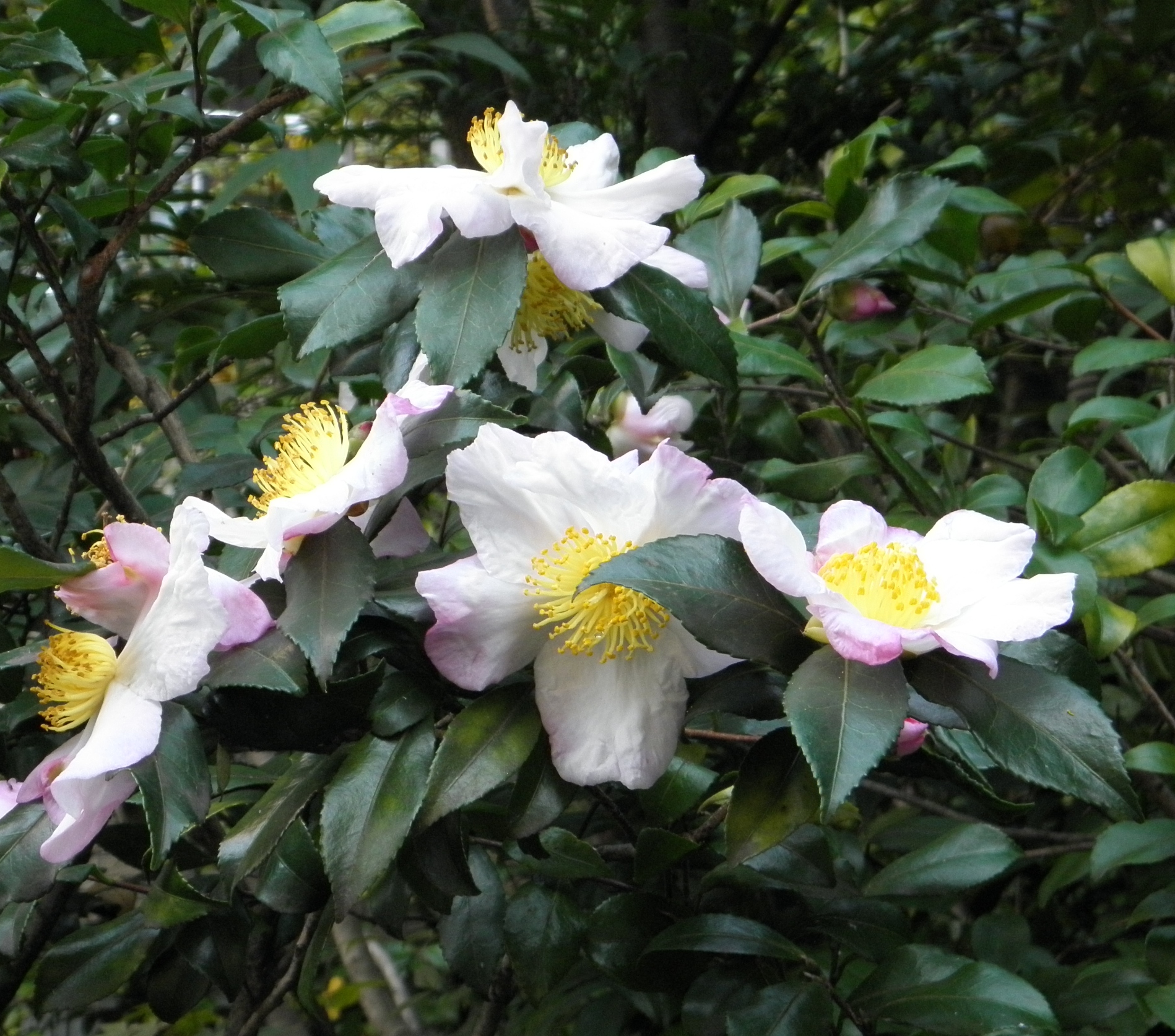
Teepflanze
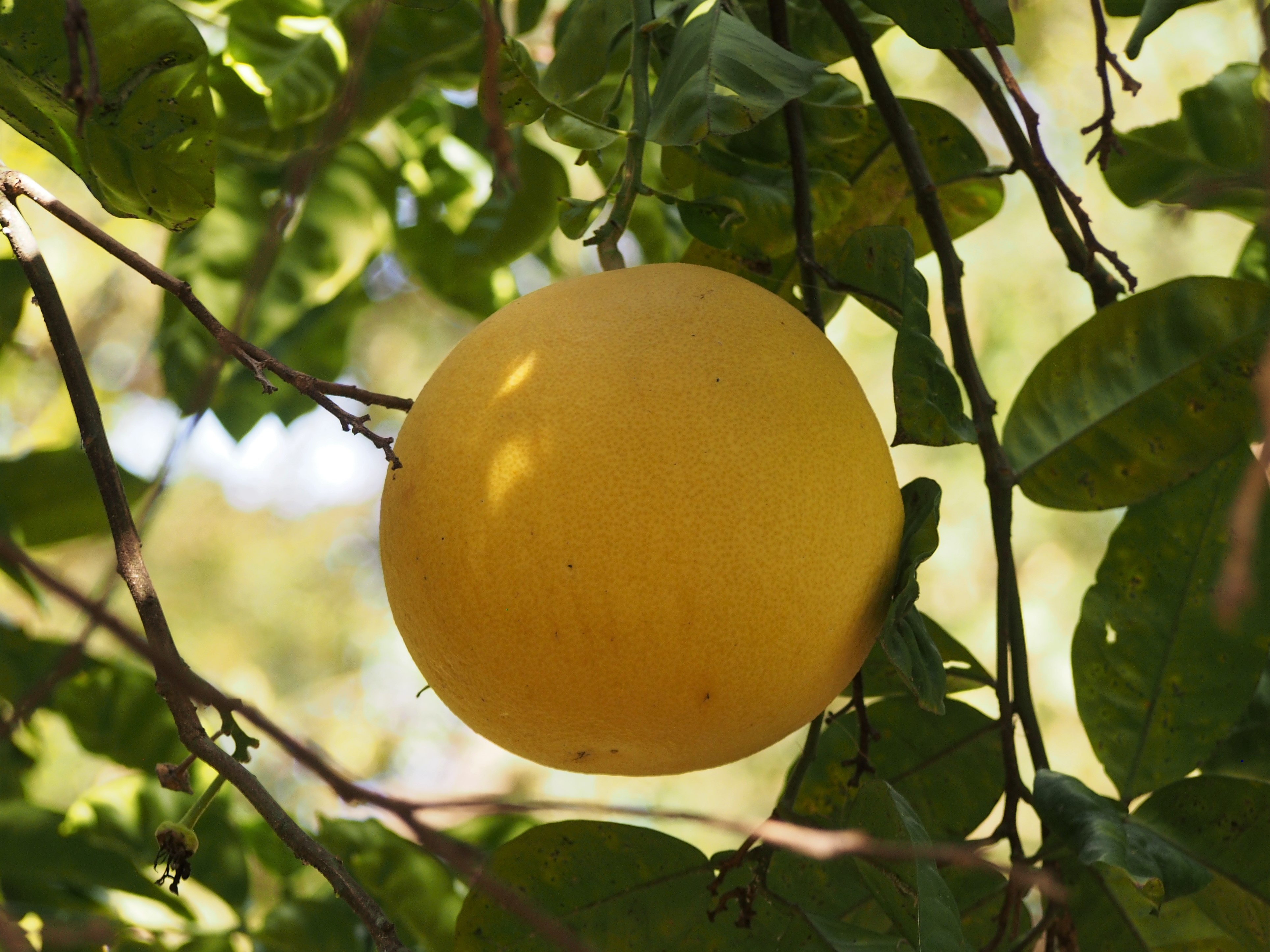
Pomelo
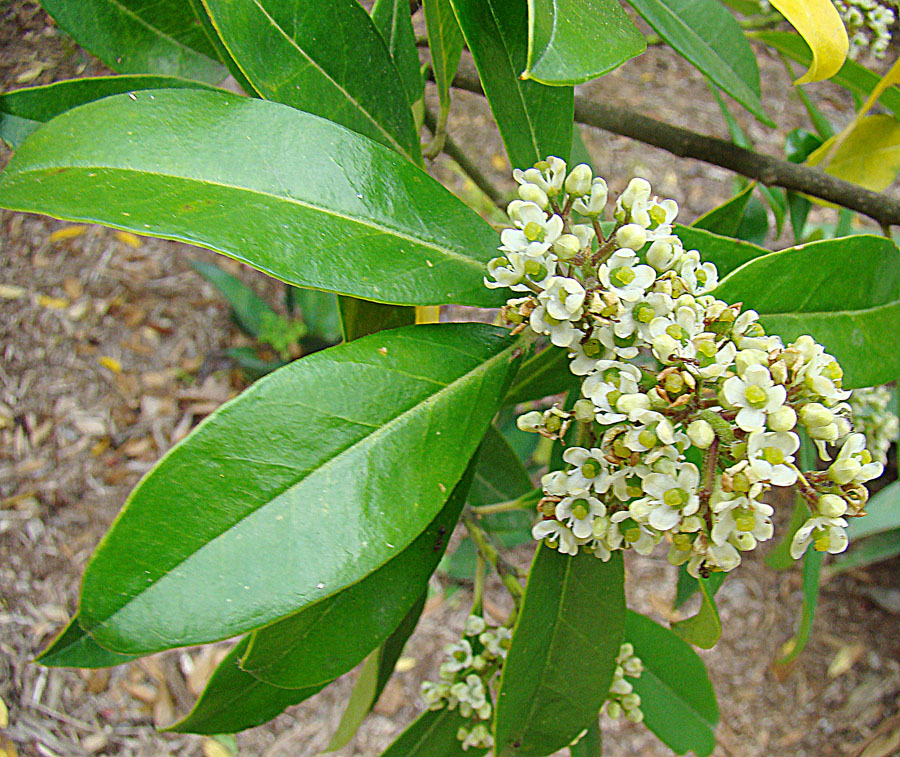
Mate-Strauch

## Biosynthese
Die Biosynthese in Teepflanzen wurde untersucht. Dabei findet eine zweistufige Glycosylierung statt, zuerst mit Glucose, dann mit Xylose. Eine Glycosyltransferase bildet Glucoside von verschiedenen Alkoholen (neben Linalool auch 2-Phenylethanol, Geraniol und Benzylalkohol). Eine zweite kann dann spezifisch diese Glucoside durch Übertragung von Xylose in Primveroside überführen.

## Synthese
Eine Synthese gelingt ausgehend von D-Glucose in 9 Schritten mit 3,1 % Gesamtausbeute. Zunächst wird die Glucose zu einem Glucosylfluorid umgesetzt, welches mit drei Benzylgruppen und einer Chloracetylgruppe geschützt ist. Dieses wird mit racemischem Linalool, Silberperchlorat und Zirconocendichlorid in Dichlormethan zum Linalylglucosid umgesetzt. Die Chloracetyl-Schutzgruppe kann selektiv abgespalten werden, anschließend wird das Diastereomer mit der passenden Stereokonfiguration durch Chromatographie isoliert. Der zweite Glycosylierungsschritt wird mit Tribenzylxylopyranosylbromid, Silbertriflat und 2,4,6-Collidin in Dichlormethan durchgeführt.

## Verwandte Verbindungen
Cynchanum hancockianum enthält noch drei weitere Verbindungen, die ebenfalls als Neohancoside bezeichnet werden (Neohancoside B, C und D). Neohancosid ist mit Neohancosid A strukturell eng verwandt, es vergfügt lediglich um eine zusätzliche Hydroxygruppe am C9 des Linalylrests. Bei Neohancosid C handelt es sich zwar auch um ein Primverosid, jedoch ist das Aglycon 2-Hydroxyacetophenon. Neohancosid D besteht aus Sinapylalkohol und Saccharose.